# Mount Pavlof
De Pavlof is een 2519 meter hoge stratovulkaan op het Alaska-schiereiland. Het is sinds 1980 een van de actiefste vulkanen binnen de Verenigde Staten en sinds het begin van de officiële waarnemingen in 1790 zijn er tientallen uitbarstingen geweest.
De berg deelt zijn naam met de nabijgelegen stratovulkaan Pavlof Sister, die 2142 meter hoog is.